# Низам-и Джедид
Низам-и Джедид, или Низам-ы Джедид (осман. نظام جديد‎, в современной графике тур. Nizâm-ı Cedîd от араб. النظام الجديد‎, ’An-Niẓāmu-l-Jadīd — новый порядок; в историографии также используется тур. Yeni Düzen — новый порядок) — серия военно-административных реформ в Османской империи XIX—XX веков, направленная на модернизацию и вестернизацию вооружённых сил с целью успешного противостояния европейским странам (прежде всего, Российской империи). Первым проводить реформы начал султан Селим III.
Также под этим термином часто имеют в виду армию нового образца.

## Основные положения реформы
- Создание призывной системы и мобилизационного резерва
- Изменение законодательства
- Замена территориальных ополчений армейско-дивизионным делением[1]
- Приглашение европейских военных инструкторов
- Закупка современного вооружения и военных кораблей
- Создание оборонной промышленности